# Hải cẩu Greenland
Hải cẩu Greenland, hải cẩu đàn hạc hay hải cẩu hạc cầm, hải cẩu lưng yên ngựa, hải cẩu trắng (danh pháp hai phần: Pagophilus groenlandicus) là một loài động vật có vú trong họ Hải cẩu thật sự, bộ Ăn thịt. Loài này được Erxleben mô tả năm 1777.
Loài hải cẩu này là loài bản địa từ phía bắc Đại Tây Dương và các khu vực của Bắc Băng Dương. Loài này thuộc chi đơn loài Pagophilus. Tên khoa học của nó, Pagophilus groenlandicus, có nghĩa là "kẻ yêu băng đá từ Greenland", và từ đồng nghĩa của nó, Phoca groenlandica có nghĩa là "hải cẩu Greenland". Ban đầu được đặt trong chi Phoca với một số loài khác, nó đã được phân loại lại vào chi riêng của mình Pagophilus.
Có hai phân loài được công nhận:
- Pagophilus groenlandicus groenlandicus - Đông Canada đến Na Uy
- Pagophilus groenlandicus oceanicus - Biển Trắng và Biển Barents

## Mô tả
Hải cẩu đàn hạc có khuôn mặt lanh lợi với cơ thể màu xám bạc. Đôi mắt của nó có màu đen. Nó có dấu hình đàn hạc màu đen ở mặt sau. Hải cẩu con có bộ lông màu trắng-vàng khi sinh, nhưng sau ba ngày, lông chuyển sang màu trắng và vẫn có màu trắng trong khoảng 12 ngày. Hải cẩu trưởng thành dài 1,7 đến 2,0 m và cân nặng từ 140 đến 190 kg.

## Đời sống

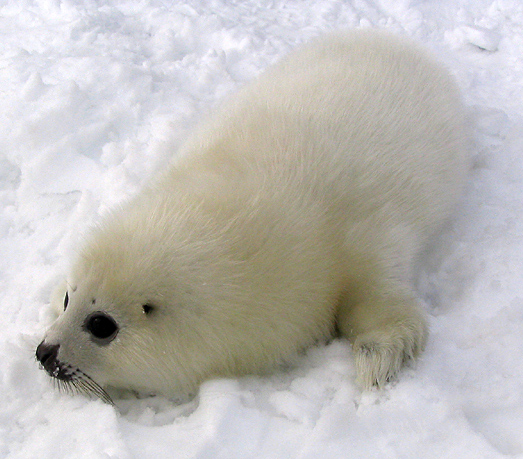
Hải cẩu non lông trắng

Loài hải cẩu này dành thời gian trên cạn tương đối ít so với thời gian trên biển. Chúng là động vật xã hội và có thể khá kêu theo nhóm. Trong các quần thể lớn, các nhóm nhỏ hơn với hệ thống phân cấp của chúng hình thành. Các nhóm vài nghìn con hình thành trong mùa sinh sản và giao phối. Harp seals can live over 30 years in the wild.
Trên băng, chuột con gọi mẹ bằng cách la hét và gầm gừ khi chơi với những con khác. Con trưởng thành gầm gừ và kêu to để cảnh báo các loài đặc biệt và động vật ăn thịt. Dưới nước, người ta đã ghi nhận những con trưởng thành sử dụng hơn 19 kiểu phát âm trong quá trình tán tỉnh và giao phối.

### Sinh sản và phát triển
Hải cẩu đàn hạc là loài có hệ hệ thống giao phối chung chạ. Sinh sản xảy ra từ giữa tháng Hai đến tháng Tư. Mùa giao phối cao điểm vào giữa tháng 3 và liên quan đến việc hải cẩu đực biểu diễn các màn trình diễn dưới nước, sử dụng bong bóng, tiếng kêu và động tác vuốt chân để tán tỉnh hải cẩu cái. Những con cái, khi vẫn ở trên băng, sẽ chống lại giao cấu trừ khi ở dưới nước.
Con cái trưởng thành về mặt sinh dục trong độ tuổi từ năm đến sáu tuổi. Hàng năm sau đó, chúng có thể sinh một con, thường là vào cuối tháng 2. Thời gian mang thai kéo dài khoảng 11,5 tháng, với giai đoạn phát triển của thai nhi là 8 tháng. Đã có ghi nhận về các trường hợp sinh đôi, nhưng sinh đôi phổ biến hơn rất nhiều. Trứng đã thụ tinh phát triển thành một phôi thai nằm lơ lửng trong tử cung đến ba tháng trước khi bám vào tử cung, để trì hoãn việc sinh nở cho đến khi có đủ nước băng đá.

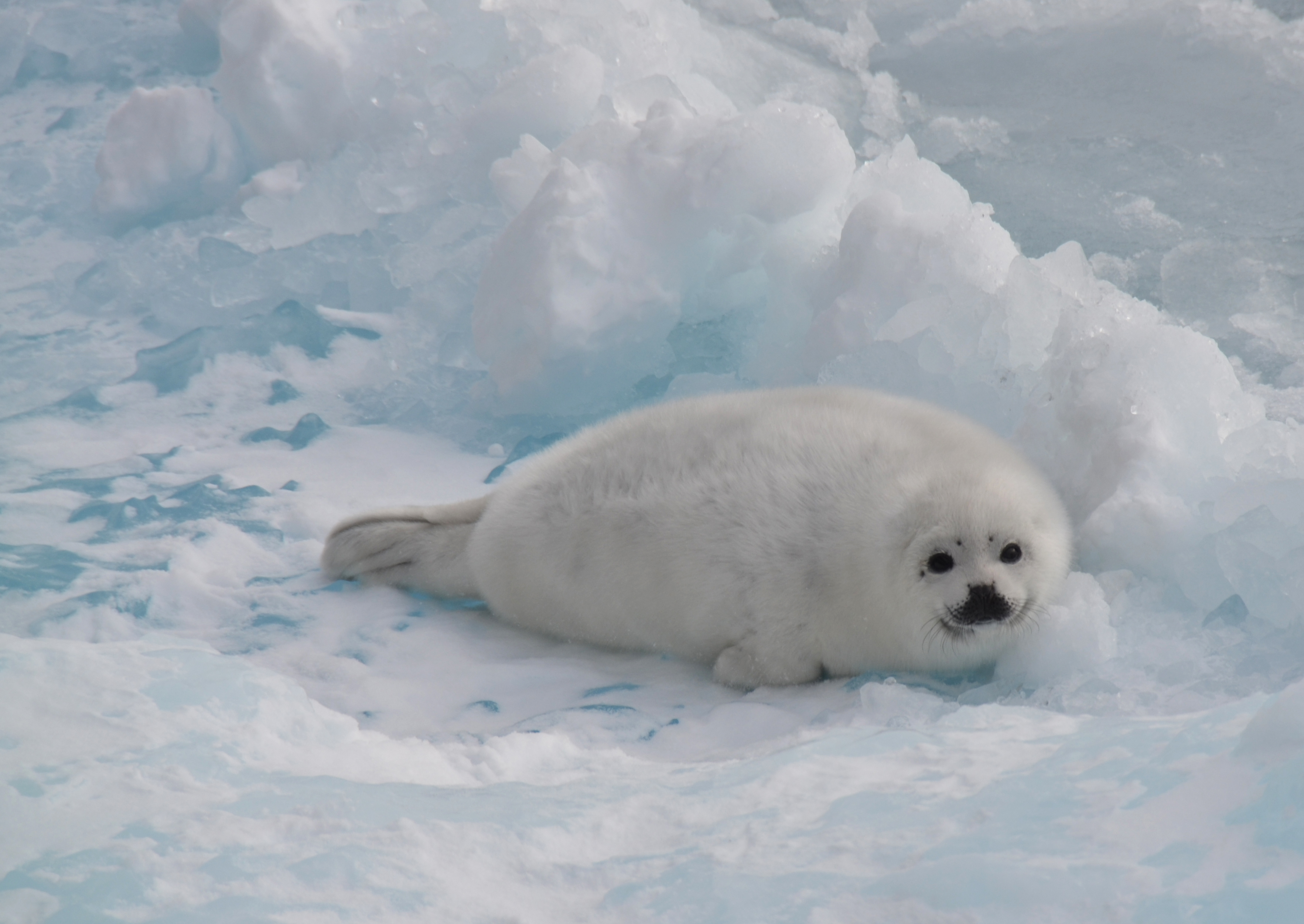
Một con hải cẩu con cai sữa

Thời gian sinh ra con của hải cẩu diễn ra nhanh chóng, với độ dài được ghi lại ngắn trong khoảng thời gian 15 giây. Để đối phó với cú sốc của sự thay đổi nhanh chóng về nhiệt độ môi trường và các lớp mỡ dưới da chưa phát triển, hải cẩu con dựa vào hệ thống sưởi bằng năng lượng mặt trời và các phản ứng hành vi như run rẩy hoặc tìm kiếm hơi ấm trong bóng râm hoặc thậm chí là nước.
Hải cẩu con sơ sinh cân nặng trung bình 11 kilôgam (24 lb) và chiều dài trung bình 80–85 cm (31–33 in). Sau khi sinh, hải cẩu mẹ chỉ nuôi con của mình. Trong thời gian nuôi con dài kéo khoảng 12 ngày, cá mẹ không săn mồi và sụt mất 3 kg mỗi ngày. Sữa hải cẩu mẹ chứa 25% chất béo (con số này tăng lên 40% khi cai sữa hải cẩu mẹ nhịn ăn) và hải cẩu con sẽ tăng trưởng nhanh hơn 2,2 kg mỗi ngày trong khi cho con bú, nhanh chóng làm dày lớp mỡ. Trong thời gian này, "áo khoác xám" của con non phát triển bên dưới lớp lông sơ sinh màu trắng, và hải cẩu con tăng trọng lượng lên 36 kg (79 lb). Việc cai sữa diễn ra đột ngột; con mẹ chuyển từ giai đoạn cho con bú sang tìm bạn tình giao phối, để lại con non trên băng. Trong khi quá trình ttán tỉnh bắt đầu trên băng, giao phối thường diễn ra trong nước.

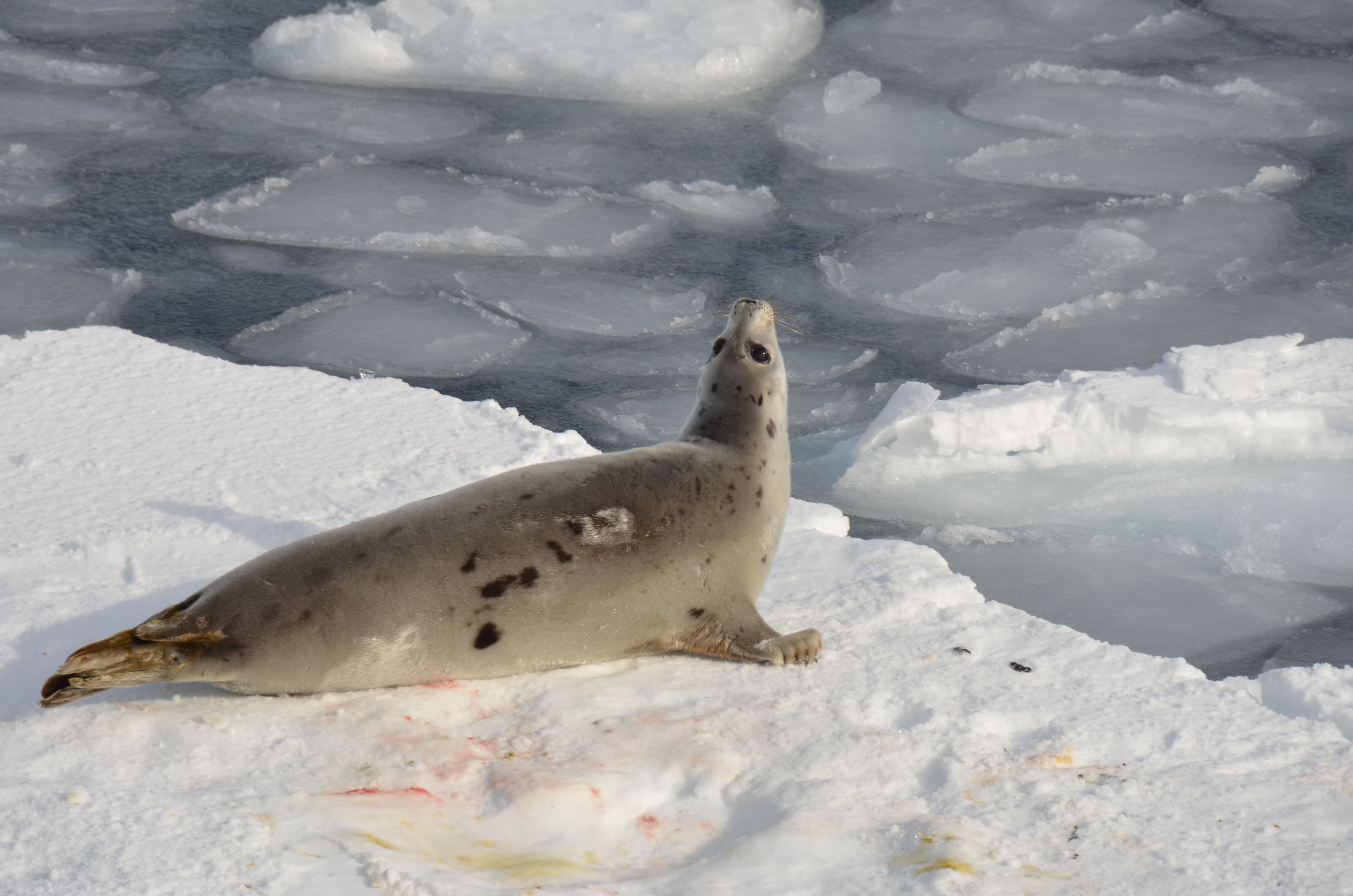
Hải cẩu vị thành niên

Sau khi bị bỏ rơi, trong giai đoạn sau cai sữa, hải cẩu con trở nên ít vận động để bảo tồn chất béo trong cơ thể. Trong vòng vài ngày, nó sẽ rụng lớp lông màu trắng và đạt đến giai đoạn "đập đuôi". Cái tên này xuất phát từ âm thanh mà đuôi của một con hải cẩu con tạo ra khi hải cẩu học bơi. Hải cẩu con bắt đầu kiếm ăn khi được 4 tuần tuổi, nhưng vẫn sử dụng các nguồn năng lượng bên trong, trước hết dựa vào năng lượng được tích trữ trong lõi cơ thể hơn là lớp mỡ tích trữ. Trong thời gian này, băng bắt đầu tan chảy khiến chúng dễ bị gấu trắng Bắc Cực và các động vật ăn thịt khác săn bắt. Điều này nhanh chóng có thể làm giảm trọng lượng của chúng lên đến 50%. Có tới 30% con non chết trong năm đầu tiên của chúng, một phần do chúng nắm bất động trên cạn giai đoạn đầu.

## Quan hệ với con người
Tất cả ba quần thể hải cẩu đều bị săn bắt thương mại (săn hải cẩu), chủ yếu là Canada, Na Uy, Nga và Greenland. Tại Canada, mùa săn bắn thương mại là từ 15 tháng 11 - 15 tháng 5. Hầu hết các hải cẩu hiện diện vào cuối tháng 3 ở vịnh St. Lawrence, và trong tuần đầu tiên hoặc thứ hai của tháng tư ngoài khơi Newfoundland, trong một khu vực được gọi là "The Front". Thời kỳ cao điểm mùa xuân này thường được gọi là "mùa săn hải cẩu Canada". Việc săn bắt hải cẩu con Canada đã bị cấm từ năm 1987. Trong năm 2006, đợt săn bắt St. Lawrence săn chính thức bắt đầu vào ngày 25 tháng 3 do băng mỏng gây ra bởi nhiệt độ cao hơn của năm. Người Inuit sống trong khu vực săn loài hải cẩu chủ yếu là làm thực phẩm và, đến một mức độ thấp hơn, cho mục đích thương mại. 
Dương vật tươi hoặc khô của hải cẩu đực (còn được gọi là pín hải cẩu) được bán cho một số quốc gia châu Á để trị chứng vô sinh ở và tăng năng lực tình dục ở nam giới. Dầu hải cẩu được chế thành viên nang làm nguồn bổ sung DHA, DPA và EPA và được quảng cáo là tăng cường khả năng tình dục cho nam giới.
Năm 2003, hạn ngạch ba năm được cấp bởi Cục Thủy sản và Đại dương Canada đã được tăng lên đến mức 975.000 con, với tối đa là 350.000 trong bất kỳ hai năm liên tiếp. Năm 2006, 325.000 hải cẩu đàn hạc, cũng như 10.000 hải cẩu đầu trùm và 10.400 con hải cẩu xám đã bị giết. Thêm khoảng hạn ngạch 10.000 con được phân bổ giao cho các thợ săn First Nations.
Việc săn hải cẩu Canada được giám sát bởi chính phủ Canada. Mặc dù khoảng 70% số lượng săn bắn diễn ra trên "The Front", việc giám sát tư nhân tập trung vào St Lawrence săn, do vị trí thuận tiện hơn.
Khoảng 70-90.000 con đã được bắt từ quần thể ngoài khơi bờ biển Greenland.

## Hình ảnh

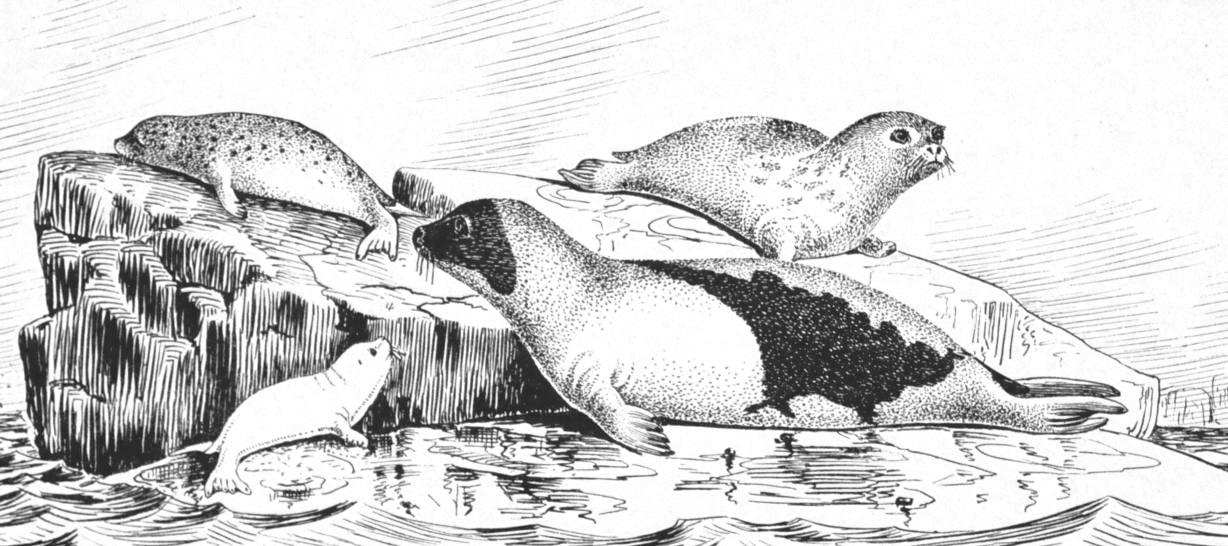
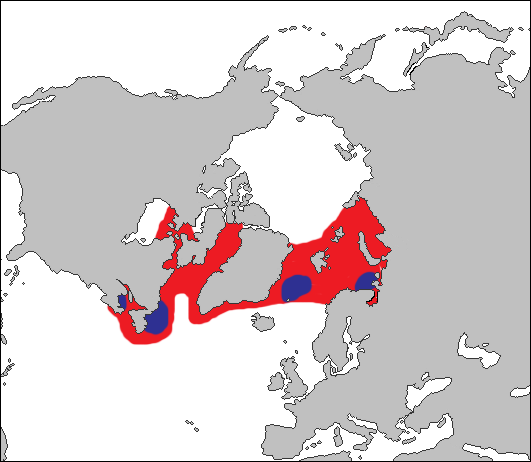
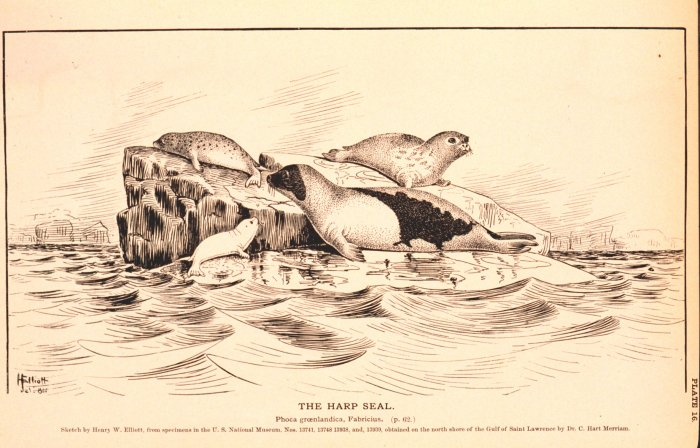
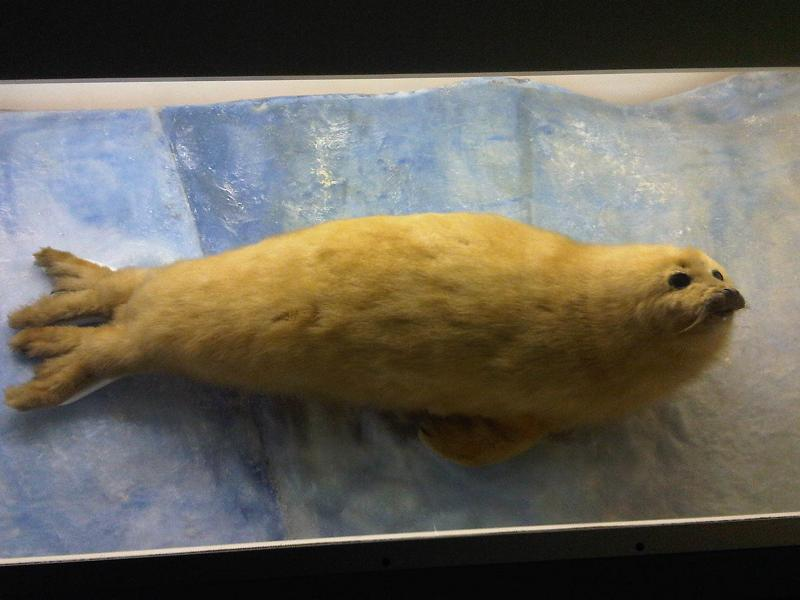